# Gerhard Wieser

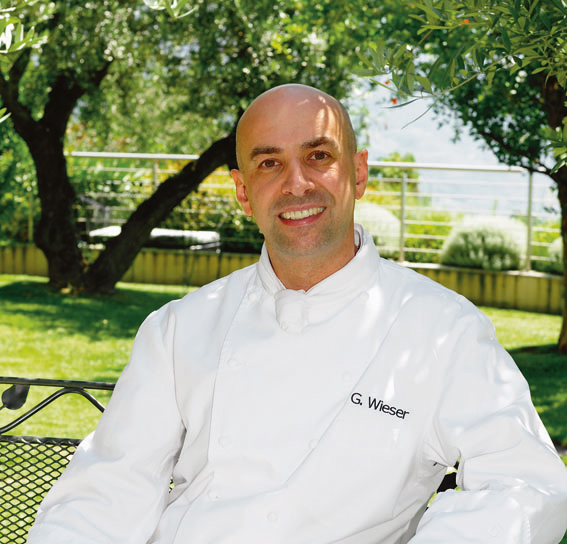
Gerhard Wieser

Gerhard Wieser (* 27. Mai 1968 in Bruneck, Südtirol) ist ein italienischer Koch und Fachbuchautor. 

## Werdegang
Gerhard Wieser machte seine Ausbildung zum Koch von 1983 bis 1986 in Südtirol. Daran anschließend durchlief er mehrere Stationen im Ausland, darunter am Hotel Bayrischer Hof in München, am Grand Hotel Viktoria Jungfrau in Interlaken, und am Restaurant Giggeto in Treviso. 1993 erhielt er den Meisterbrief als jüngster Küchenmeister Südtirols. Weitere Erfahrungen sammelte er bei einigen der besten Köche Deutschlands, darunter bei Harald Wohlfahrt in der Schwarzwaldstube, bei Dieter Müller im Schlosshotel Lerbach, bei Joachim Wissler im Vendôme und bei Klaus Erfort im Gästehaus Erfort.
1992 wechselte er ins "Hotel Castel" in Dorf Tirol, wo er seit 1994 Chefkoch ist. 2001 eröffnete er im Hotel Castel das Gourmetrestaurant "Trenkerstube", das im Jahr 2006 mit dem ersten und im Jahr 2010 mit dem zweiten Michelinstern ausgezeichnet wurde.
Seit 2000 ist er auch als Referent, Fachexperte und Prüfungsmitglied bei den Südtiroler Gesellen- und Meisterprüfungen im Bereich Kochen tätig.

## Auszeichnungen
- 1992 Silbermedaille bei der Olympiade der Köche in Frankfurt
- 1993 Goldmedaille beim Salon Culinaire Mondial IGEHO in Basel
- 2 Sterne im Guide Michelin (2010)
- 5 Hauben und 19 Punkte im Gault Millau (2020)
- 4 F im Der Feinschmecker
- 4,5 Bestecke im Schlemmer Atlas
- 86 Punkte im Gambero Rosso
- 5 Hauben im Der Große Restaurant & Hotel Guide

## Publikationen
Zusammen mit Heinrich Gasteiger und Helmut Bachmann schrieb er bereits über 70 Kochbücher über die Südtiroler und mediterrane Küche, die im Athesia-Verlag in Bozen sowohl in deutscher als auch italienischer Sprache erschienen sind und zum Teil in die englische Sprache übersetzt wurden.
- So kocht Südtirol, 2001, ISBN 978-88-8266-015-4
- So kocht Italien, 2004, ISBN 978-88-8266-202-8
- Feine Küche für alle Tage, 2004, ISBN 978-88-8266-227-1
- So backt Südtirol, 2007, ISBN 978-88-8266-341-4
- So kocht Südtirol – Menüs, 2013, ISBN 978-88-8266-905-8
- So schnell kocht Südtirol, 2014, ISBN 978-88-6839-036-5
- Kochbuchserie: So genießt Südtirol

## Familie
Gerhard Wieser hat mit seiner Lebensgefährtin Karin zwei Söhne.